# Decilni razmik
Decilni razmik (tudi interdecilni razmik, interdecil, interdecilni razpon) je statistični kazalec, ki predstavlja razliko (razpon) med devetim in prvim decilom, in pomembna mera razpršenosti vrednosti statističnih enot. Decilni razmik je uporabljen za odvzem vzorca 80 % vrednosti, ki so najbližje aritmetični sredini. Na ta način je odrezanih 10 odstotkov spodnjih zunanjih vrednosti (ležijo pod prvim decilom D1) in 10 odstotkov zgornjih zunanjih vrednosti (ležijo nad devetim decilom D9). Za zajem 50 odstotkov srednjih enot je uporabljen kvartilni razmik.
Decilni razmik je merjen v enakih merskih enotah kot podatki v statistični populaciji.